# Tumeur myxoïde

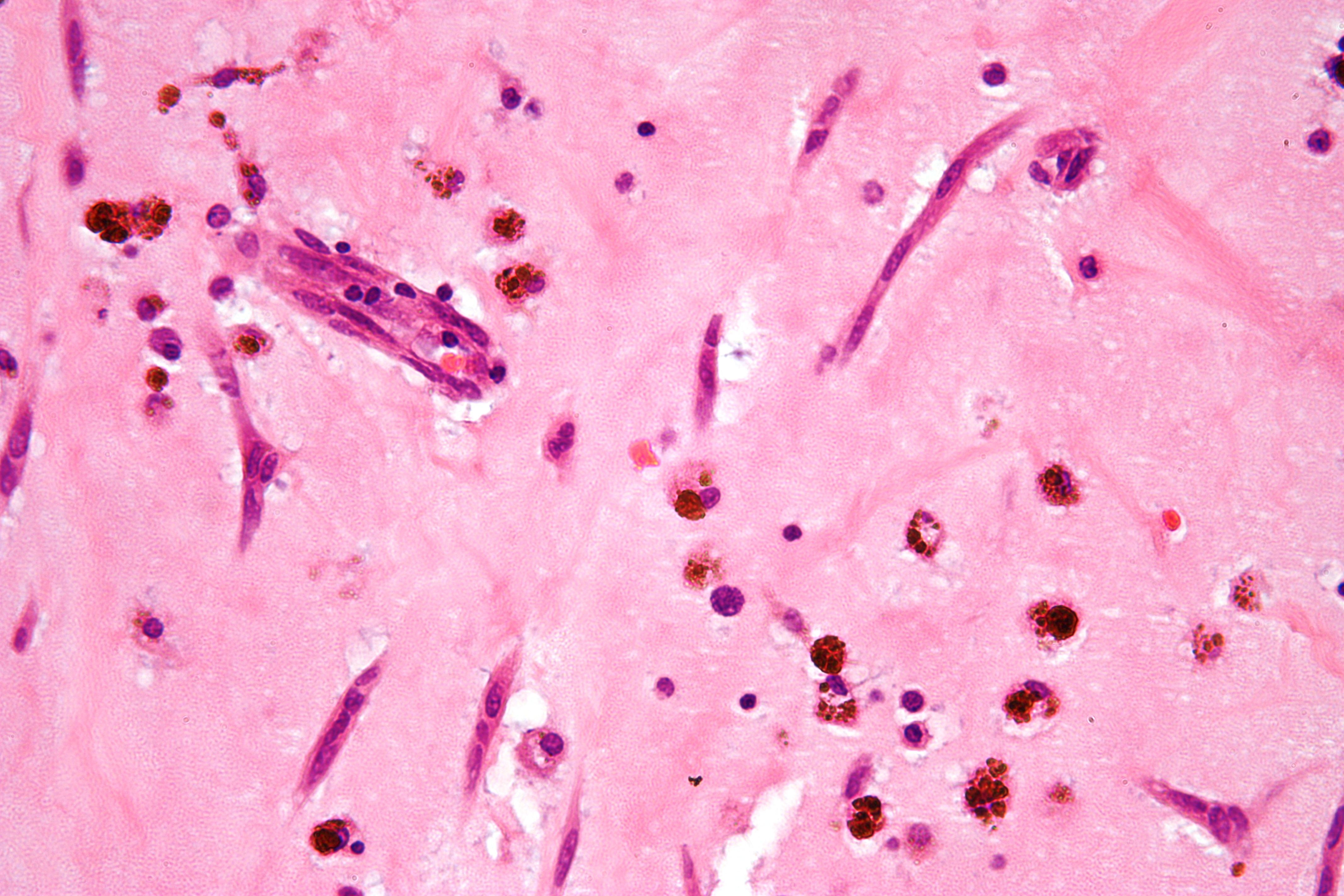
Coupe de tumeur myxoïde colorée et observée au microscope.

Une tumeur myxoïde est une tumeur dont le fond intercellulaire (« stroma ») est constitué d'une substance « myxoïde », riche en protéoglycanes et en mucopolysaccharides.

## Exemples
- Myxome cardiaque
- Angiomyxome agressif